# Галапагоський трійник

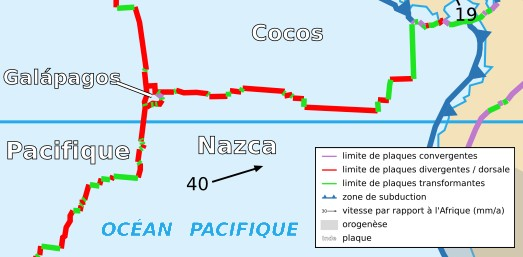
Мапа розміщення Галапагоського трійника

Галапагоський трійник — геологічний трійник у східній частині Тихого океану, за кількасот миль на захід від Галапагоських островів, є точкою з'єднання трьох тектонічних плит — плити Кокос, плити Наска і Тихоокеанської плити. Має незвичайний тип зчленування: три плити не просто перетинаються, а утворюють дві мікроплити — Галапагоську й Північно-Галапагоську, які обертаються у протилежних напрямках.

## Ресурси Інтернету
- Earth and Planetary Science Letters [Архівовано 24 вересня 2015 у Wayback Machine.](англ.)